# Trichotosia annulata
Trichotosia annulata är en orkidéart som beskrevs av Carl Ludwig von Blume. Trichotosia annulata ingår i släktet Trichotosia och familjen orkidéer. Inga underarter finns listade i Catalogue of Life.